# Gizmondo játékok listája
A Gizmondora kiadott játékok listája.

## Kiadott játékok
| Cím                     | Fejlesztő                          | Kiadó            | észak-amerikai kiadási dátum | európai kiadási dátum |
| ----------------------- | ---------------------------------- | ---------------- | ---------------------------- | --------------------- |
| Classic Compendium      | AI Factory                         | Gizmondo Games   | 2005. október 22.            | 2005. augusztus 9.    |
| Classic Compendium 2    | AI Factory                         | Gizmondo Games   | 2005. október 22.            | 2005. október 14.     |
| Fathammer Classics Pack | Fathammer/Ninai Games/Vasara Games | Gizmondo Studios | Nem adták ki                 | 2005. március 19.     |
| FIFA Football 2005      | Exient/Electronic Arts Canada      | Gizmondo Games   | Nem adták ki                 | 2005. szeptember 15.  |
| Gizmondo Motocross 2005 | Housemarque                        | Fathammer        | 2005. október 22.            | 2005. április 20.     |
| Hit & Myth              | Gizmondo Studios                   | Gizmondo Games   | Nem adták ki                 | 2005                  |
| Hockey Rage 2005        | Pixelgene                          | Fathammer        | Nem adták ki                 | 2005. április 26.     |
| Interstellar Flames 2   | Xen Games                          | Gizmondo Studios | Nem adták ki                 | 2005. szeptember 30.  |
| Pocket Pingpong 2005    | Netdol                             | Fathammer        | Nem adták ki                 | 2005. május 18.       |
| Point of Destruction    | Gizmondo Studios Manchester        | Gizmondo Studios | 2005. október 22.            | 2005. augusztus 5.    |
| Richard Burns Rally     | Gizmondo Studios Manchester        | Gizmondo Eur Ltd | 2005. október 22.            | 2005. július 11.      |
| SSX 3                   | Exient/EA                          | Gizmondo Games   | Nem adták ki                 | 2005. augusztus 31.   |
| Sticky Balls            | Gizmondo Studios Manchester        | Gizmondo Games   | 2005. október 22.            | 2005. május 24.       |
| Toy Golf                | Ninai Games                        | Fathammer        | 2005. október 22.            | 2005. május 4.        |
| Trailblazer             | Gizmondo Studios Manchester        | Gizmondo Eur Ltd | 2005. október 22.            | 2005. március 19.     |

## Törölt játékok
- Agaju: The Sacred Path of Treasure[1]
- Age of Empires[2]
- Alien Hominid[3]
- Ball Busters[4]
- Battlestations: Midway[5]
- Carmageddon[6]
- Casino[7]
- Chicane[8]
- City[9]
- Colors[10]
- Conflict: Desert Storm II[11]
- Conflict: Vietnam[12]
- Fallen Kingdoms[13]
- Furious Phil[14]
- Future Tactics: The Uprising[15]
- Ghost[16]

- Goal[17]
- It's Mr. Pants[18]
- Johnny Whatever[19]
- Jump[20]
- MechAssault
- Milo and the Rainbow Nasties[21]
- Momma Can I Mow The Lawn[22]
- Race[23]
- Rayman[24]
- SpeedGun Stadium[25]
- Supernaturals[26]
- The Great Escape[27]
- Verbier Ride[28]
- Worms World Party[29]